# 横山歩夢
横山 歩夢（よこやま あゆむ、2003年3月4日 - ）は、東京都出身のプロサッカー選手。ベルギー・チャレンジャープロリーグ・ヨング・ヘンク所属。ポジションはフォワード（FW）。
父は元サッカー選手でサッカー指導者の横山博敏、弟はプロサッカー選手の横山夢樹(FC今治)。

## 来歴
FCトッカーノU-12、U-15を経て、 東海大学高輪台高校へ進学。中学時代は先発で活躍していた選手ではなく、高校進学後も1年生チームにおいて控え選手であったが、元来持っていたドリブルの技術を磨くことで、その努力を認められチャンスを得るとスピードの部分も急成長し、50m走5秒台を記録するようになった。プロ志望であったものの、3年次の公式戦は新型コロナウイルス感染拡大の影響により行われず、アピールの場が得られなかったが、サッカー部監督の尽力により、対外試合再開後には複数のJクラブが視察に訪れた。
2021年、松本山雅FCに加入。
2023年より、サガン鳥栖へ完全移籍。
2024年8月、バーミンガム・シティFCに完全移籍。
2025年2月4日、2024-25シーズン終了までの期限付き移籍でベルギーのヨング・ヘンク（KRCヘンクのリザーブチーム）に加わることになった。

## 所属クラブ
- FCトッカーノU-12（和光小学校）
- FCトッカーノU-15（和光中学校）
- 東海大学高輪台高校
- 2021年 - 2022年  松本山雅FC
- 2023年 - 2024年8月  サガン鳥栖
- 2024年8月 -  バーミンガム・シティFC
  - 2025年2月 -  ヨング・ヘンク（期限付き移籍）

## 個人成績
| 国内大会個人成績 | 国内大会個人成績 | 国内大会個人成績 | 国内大会個人成績 | 国内大会個人成績 | 国内大会個人成績 | 国内大会個人成績 | 国内大会個人成績 | 国内大会個人成績 | 国内大会個人成績 | 国内大会個人成績 | 国内大会個人成績 |
| 年度             | クラブ           | 背番号           | リーグ           | リーグ戦         | リーグ戦         | リーグ杯         | リーグ杯         | オープン杯       | オープン杯       | 期間通算         | 期間通算         |
| 年度             | クラブ           | 背番号           | リーグ           | 出場             | 得点             | 出場             | 得点             | 出場             | 得点             | 出場             | 得点             |
| 日本             | 日本             | 日本             | 日本             | リーグ戦         | リーグ戦         | リーグ杯         | リーグ杯         | 天皇杯           | 天皇杯           | 期間通算         | 期間通算         |
| ---------------- | ---------------- | ---------------- | ---------------- | ---------------- | ---------------- | ---------------- | ---------------- | ---------------- | ---------------- | ---------------- | ---------------- |
| 2021             | 松本             | 32               | J2               | 16               | 0                | -                | -                | 2                | 0                | 18               | 0                |
| 2022             | 松本             | 32               | J3               | 29               | 11               | -                | -                | 0                | 0                | 29               | 11               |
| 2023             | 鳥栖             | 32               | J1               | 17               | 0                | 1                | 0                | 1                | 1                | 19               | 2                |
| 2024             | 鳥栖             | 13               | J1               | 24               | 5                | 2                | 1                | 0                | 0                | 26               | 6                |
| イングランド     | イングランド     | イングランド     | イングランド     | リーグ戦         | リーグ戦         | FLカップ         | FLカップ         | FAカップ         | FAカップ         | 期間通算         | 期間通算         |
| 2024-25          | バーミンガム     | 33               | リーグ1          | 10               | 0                | 1                | 0                | 3                | 1                | 14               | 1                |
| ベルギー         | ベルギー         | ベルギー         | ベルギー         | リーグ戦         | リーグ戦         | リーグ杯         | リーグ杯         | ベルギー杯       | ベルギー杯       | 期間通算         | 期間通算         |
| 2024-25          | ヨング・ヘンク   | 64               | チャレンジャー   | 9                | 1                | -                | -                | -                | -                | 9                | 1                |
| 通算             | 日本             | 日本             | J1               | 41               | 5                | 3                | 1                | 1                | 1                | 45               | 8                |
| 通算             | 日本             | 日本             | J2               | 16               | 0                | -                | -                | 2                | 0                | 18               | 0                |
| 通算             | 日本             | 日本             | J3               | 29               | 11               | -                | -                | 0                | 0                | 29               | 11               |
| 通算             | イングランド     | イングランド     | リーグ1          | 10               | 0                | 1                | 0                | 3                | 1                | 14               | 1                |
| 通算             | ベルギー         | ベルギー         | チャレンジャー   | 9                | 1                | -                | -                | -                | -                | 9                | 1                |
| 総通算           | 総通算           | 総通算           | 総通算           | 105              | 17               | 4                | 1                | 6                | 2                | 115              | 20               |

- Jリーグ初出場：2021年2月28日 J2第1節 vsレノファ山口（維新みらいふスタジアム）
- Jリーグ初得点：2022年3月13日 J3第1節 vsカマタマーレ讃岐 (Pikaraスタジアム)

- その他公式戦
  - バーミンガム・シティ / EFLトロフィー(2025年) 5試合3得点

## 代表歴
- 2022年 U-19日本代表
  - AFC U20アジアカップ予選（2022年）
- U-20日本代表
  - AFC U20アジアカップ（2023年）